# Sylvia Krauss-Meyl
Sylvia Krauss-Meyl (* 12. Juli 1951 in München) ist eine deutsche Historikerin, Archivarin und Autorin. Sie war Archivdirektorin im Bayerischen Hauptstaatsarchiv in München.

## Leben und Wirken
Nach Gymnasialzeit und Abitur in Unna studierte Sylvia Krauss-Meyl Geschichte, Romanistik und Philosophie an der Universität Münster und an der Sorbonne in Paris. Nach dem Staatsexamen für das Höhere Lehramt wechselte sie 1976 an die Ludwig-Maximilians-Universität München, wo sie 1985 bei Eberhard Weis mit einer Arbeit über Die politischen Beziehungen zwischen Bayern und Frankreich 1814/15–1840 promovierte.
1976 übernahm sie eine Projektstelle in der Bayerischen Archivverwaltung und absolvierte anschließend von 1978 bis 1981 die Referendarausbildung in der Bayerischen Archivschule. Nach dem zweiten Staatsexamen trat sie 1981 in den höheren staatlichen Archivdienst ein. Seitdem war sie im Bayerischen Hauptstaatsarchiv in München für die Erwerbung, Bearbeitung und Archivierung von Politikernachlässen und Privatarchiven zuständig. Von 2008 bis 2016 leitete sie die Abt. V „Nachlässe und Sammlungen“ des Bayerischen Hauptstaatsarchivs. Seit 2017 betreibt sie eine Beratung für Privatarchive in München und bietet dort Beratung, Begutachtung, Vermittlung und Organisation schriftlicher Nachlässe und Familienarchive an.
Von 2007 bis 2010 war sie in Teilzeit zusätzlich an die Bayerische Akademie der Wissenschaften abgeordnet, leitete dort das Akademiearchiv und kuratierte 2009 die Ausstellung zum 250. Akademie-Jubiläum. 2010 wurde sie mit der silbernen Verdienstmedaille der Akademie der Wissenschaften ausgezeichnet.
Krauss-Meyl ist Autorin von historischen Sachbüchern. Ihre Forschungsschwerpunkte und Themengebiete sind: Bayerische Geschichte, Geschichte der bayerisch-französischen Beziehungen, Frauengeschichte, Wissenschaftsgeschichte.
Krauss-Meyl ist Mitglied des Zonta-Clubs München I und dessen Vizepräsidentin.
Sylvia Krauss-Meyl ist verheiratet und hat zwei Söhne.

## Publikationen (Auswahl)
Monographien
- Die politischen Beziehungen zwischen Bayern und Frankreich, 1814/15–1840. (= Schriftenreihe zur bayerischen Landesgeschichte, Bd. 8), München 1987.
- Das „Enfant terrible“ des Königshauses. Maria Leopoldine, Bayerns letzte Kurfürstin. Regensburg 1997, 3. Aufl. 2013.
- Die berühmteste Frau zweier Jahrhunderte. Maria Aurora Gräfin von Königsmarck (1662–1728). Regensburg 2002, 3. Aufl. 2012.
- Nachlässe im Bayerischen Hauptstaatsarchiv 1800 bis heute (= Bayerische Archivinventare, Bd. 53), hrsg. von der Generaldirektion der Staatlichen Archive Bayerns. München 2005, 2. Aufl. 2019.
- Helle Köpfe. Die Geschichte der Bayerischen Akademie der Wissenschaften 1759–2009 (mit Reinhard Heydenreuter). (= Ausstellungskataloge der Staatlichen Archive Bayerns, Nr. 51). München 2009.
- Das Oktoberfest. Zwei Jahrhunderte Spiegel des Zeitgeists (= Kleine Münchner Geschichten), Regensburg 2015.[4]

Zeitschriften- und Buchbeiträge
- mit Josef Anker: Die Präsidenten der Bayerischen Akademie der Wissenschaften. In: Wissenswelten. Die Bayerische Akademie der Wissenschaften und die wissenschaftlichen Sammlungen Bayerns. 250 Jahre Bayerische Akademie der Wissenschaften. Hrsg. v. Dietmar Willoweit unter Mitarbeit von Tobias Schönauer. München 2009, S. 120–146.
- Prinzessin Therese von Bayern. In: Dietmar Willoweit (Hrsg.): Denker, Forscher und Entdecker. Eine Geschichte der Bayerischen Akademie der Wissenschaften in historischen Portraits. München 2009, S. 189–204.
- Die naturwissenschaftlich-technische Kommission bei der Bayerischen Akademie der Wissenschaften. In: Zeitschrift für bayerische Landesgeschichte, Jg. 72, Heft 2, 2009, S. 537–570.
- Hugo Meyl (1867–1939), Kunsthändler und Feingeist in München. In: Ostasiatische Zeitschrift, Nr. 23, 2012, S. 40–53.
- Porträt der bayerischen Königin Marie Therese, verfasst von ihrer Tochter Gundelinde. In: Wittelsbacher-Studien. Festgabe für Herzog Franz zum 80. Geburtstag. München 2013, S. 929–950.
- 1800: Wird Bayern eine Republik? In: Revolution in München 1800, 1848, 1918, 1933, 1968 (= Kleine Münchner Geschichten), Regensburg 2014, S. 10–40.